# Luís Cardoso
Se procura o escritor timorense, veja Luís Cardoso de Noronha.
Padre Luís Cardoso (Pernes, c. 1694 – Lisboa, 3 de julho de 1769) foi um religioso da Congregação do Oratório de São Filipe Neri, membro da Academia Real da História Portuguesa e cronista e historiógrafo de vulto. Foi irmão do historiador Pe. António dos Reis. 
Será ele que terá sido o principal coordenador daquelas que foram depois conhecidas como "Memórias Paroquiais de 1758.

## Biografia
Nasceu no concelho de Santarém por volta de 1694, irmão do clérigo e historiador D. António dos Reis. Ingressou no convento de Lisboa da Congregação do Oratório de São Filipe Neri, na qual qual for ordenado presbítero.
Dedicou-se ao estudo da corografia e da historiografia local, compilando um Dicionário Geográfico ou Notícia Histórica de todas as cidades, vilas, lugares e aldeias, rios, ribeiras e serras dos reinos de Portugal e Algarve, cujos dois primeiros volumes, lugares da letra A à letra C, foram publicados em 1747 e 1752. O resto da obra ficou inédito por se ter perdido devido ao Terramoto de 1755, embora nas vésperas do terramoto o padre Luís Cardoso tivesse já o material manuscrito necessário à publicação dos outros volumes do Dicionário Geográfico, que no entanto se perderam na altura da catástrofe. Na realidade estão preservados na Torre do Tombo 47 tomos de memórias resultantes de um inquérito realizado em 1758 e que eventualmente seriam destinados a continuar a obra. Na sua descrição geográfica, para além de apontamentos históricos, inclui interessantes apontamentos sobre a geologia, a fauna e a vegetação das regiões estudadas.
Também foi cronista da Gazeta de Lisboa e historiógrafo de vulto, comparte da sua obra publicada anonimamente ou sob o pseudónimo Paulo de Niza, entre a qual se destacam os vários volumes do Portugal Sacro-Profano (1767). 
Foi sócio da Academia Real da História Portuguesa, apresentado em 1736 por D. Francisco Xavier de Meneses, o 4.º conde da Ericeira. Morreu a 3 de julho de 1769, deixando várias obras literárias inéditas.